# Pseudococcus zelandicus
Pseudococcus zelandicus är en insektsart som beskrevs av Jennifer M. Cox 1987. Pseudococcus zelandicus ingår i släktet Pseudococcus och familjen ullsköldlöss. Inga underarter finns listade i Catalogue of Life.